# Grupa Ukraińskiej Młodzieży Narodowej
Grupa Ukraińskiej Młodzieży Narodowej (HUNM) – ukraińska emigracyjna organizacja polityczna.
Powstała w Czechosłowacji (w obozach internowania w Libercu i Josefowie), w 1922. Składała się głównie z emigrantów z Galicji. Opierała się na ideologii Doncowa.
Filie organizacji istniały w większych skupiskach ukraińskiej młodzieży studenckiej, między innymi w Czechosłowacji, Niemczech i Austrii.